# Памятник Барклаю-де-Толли (Тарту)
Памятник Барклаю де Толли (эст. Barclay de Tolly monument) — памятник, воздвигнутый в честь русского полководца Барклая-де-Толли на площади Барклая-де-Толли в Тарту.

## История
Памятник открыт 11 ноября 1849 года. Связь с местом установки памятника полководца опосредована — в конце жизни он жил под Тарту в имении жены.
Деньги на изготовление и возведение бронзового памятника собрали офицеры, служившие под командованием фельдмаршала, на пьедестале высечены слова:

«Незабвенному полководцу от войск, под начальством его состоявших, в память военных походов 1812, 1813 и 1814 годах»
Авторы памятника — скульптор Василий Иванович Демут-Малиновский и архитектор Аполлон Федосеевич Щедрин.
Бюст полководца создан по образцу портрета Барклая работы Джорджа Доу, в свою очередь созданного по портретной гравюре работы Карла Августа Зенффа.
Памятник внесён в список объектов культурного наследия Эстонии.